# 여수반도
여수반도(麗水半島)는 대한민국 전라남도 남동쪽에 있는 반도이다. 현재 이곳에는 여수시가 자리잡고 있으며, 과거에는 이곳에 여천시, 여천군, 여수군, 여수부, 돌산군, 여수현, 돌산현, 해읍현, 여산현, 원촌현 등이 있었다.
북으로 순천시, 광양시가 이어져 있으며, 동쪽으로는 남해군, 서로는 고흥군과 인접되어 있다.
반도는 여수시가 돌출되어 있다.
바다도 동쪽은 여수해만, 서쪽은 여자만, 남쪽은 보돌바다. 가막만, 북쪽은 묘도만(광양만)에 접하여 반도 중에서 섬처럼 유일하게 4면 바다를 가진 곳이다.
대경도·소경도·가장도·오동도·장군도·돌산도·금오도 등의 여러 섬들이 천연의 방파제 역할을 해주고 수심이 깊어 천혜의 양항을 이룬다. 반도의 전체적인 모양은 Y자를 거꾸로 세워놓은 듯하다.
또한 쌍봉동 남부와 소라면 일부분, 화양면에는 고돌산반도가 있다.